# Table des caractères Unicode/U10380
Cette page contient des caractères spéciaux ou non latins. S’ils s’affichent mal (▯, ?, etc.), consultez la page d’aide Unicode.
Table des caractères Unicode U+10380 à U+1039F.

## Ougaritique(Unicode 4.0)
Caractères cunéiformes utilisés pour l'écriture avec l’alphabet ougaritique : comprend des lettres monocamérales et un signe de ponctuation.

### Table des caractères
| en fr   | 0 | 1 | 2 | 3 | 4 | 5 | 6 | 7 | 8 | 9 | A | B | C | D | E | F |
| ------- | - | - | - | - | - | - | - | - | - | - | - | - | - | - | - | - |
| U+10380 | 𐎀 | 𐎁 | 𐎂 | 𐎃 | 𐎄 | 𐎅 | 𐎆 | 𐎇 | 𐎈 | 𐎉 | 𐎊 | 𐎋 | 𐎌 | 𐎍 | 𐎎 | 𐎏 |
| U+10390 | 𐎐 | 𐎑 | 𐎒 | 𐎓 | 𐎔 | 𐎕 | 𐎖 | 𐎗 | 𐎘 | 𐎙 | 𐎚 | 𐎛 | 𐎜 | 𐎝 |   | 𐎟 |